# Arena Zagreb
Arena Zagreb – wielofunkcyjna hala sportowa położona w południowo-zachodniej części Zagrzebia, w Chorwacji. Obok hali ma również powstać kompleks handlowo-rozrywkowy Arena Center, który ma stać się największym tego typu obiektem w Zagrzebiu.
Wybudowanie Zagreb Areny było jednym z głównych celów władz Zagrzebia oraz chorwackiego rządu. Hala miała stać się głównym obiektem Mistrzostw Świata w Piłce Ręcznej 2009, które odbyły się na początku 2009 roku, a po mistrzostwach nadal miała być areną licznych imprez sportowych, kulturalnych czy też biznesowych. Hala ma 15 024 miejsc siedzących na trybunach.
Projekt hali wykonało studio UPI-2M z Zagrzebia. Sama budowa rozpoczęła się 20 lipca 2007 i została zakończona zgodnie z planem 15 grudnia 2008. Całkowity koszt jej budowy wyniósł 87 milionów euro. Budowę zrealizowano na zasadach partnerstwa publiczno-prywatnego. Pierwszą imprezą był rozegrany 27 grudnia 2008 towarzyski mecz piłki ręcznej pomiędzy reprezentacjami Chorwacji i Rosji.
Podczas MŚ 2009 w hali rozegrano łącznie szesnaście spotkań – dziewięć w ramach II fazy grupowej, cztery o miejsca 5–12, jeden półfinał, mecz o trzecie miejsce oraz finał turnieju.
Hala jest przystosowana do uprawiania futsalu, piłki ręcznej, koszykówki, lekkoatletyki oraz wielu innych sportów, a także do organizowania koncertów, wystaw, targów, kongresów itp.
Pomimo iż w hali nie rozgrywano dotąd zawodów lekkoatletycznych, to kandydowała ona do organizacji halowych mistrzostw świata w lekkoatletyce w 2014 jednak ostatecznie Zagrzeb odpadł z rywalizacji o tę imprezę.
Oprócz wspomnianego centrum handlowo-rozrywkowego w pobliżu hali znajdować się będą również sale kinowe, centra urody, restauracje oraz parkingi.